# Jamaica Inn (miniserie)
Jamaica Inn es una miniserie británica de drama transmitida del 21 de abril de 2014 hasta el 23 de abril de 2014 en la cadena BBC One. La serie de tres partes fue escrita por Emma Frost, basada en una adaptación de la novela gótica Jamaica Inn, de Daphne du Maurier.

## Historia
Jamaica Inn se centra en 1821 y cuenta la historia de Mary Yellan quien vive con su tía Patience después de que su madre muriera, poco después de su llegada Mary descubre que su tía hace todo lo que su esposo, Joss Merlyn le diga. Pronto se da cuenta de que la posada no tiene huéspedes y es utilizada por Joss para comerciar.
Mary comienza a sentirse atraída por el joven Jem Merlyn, el hermano menor de Joss, que también es un ladrón de poca monta. Cuando Mary conoce a Francis Davey y a su hermana Hannah. Francis es el vicario de la parroquia y poco después de conocerlo Mary desconfía de él.

## Personajes[2]

### Personajes principales
| Actor                 | Personaje              | Ocupación | N.º de episodios | Temporada |
| --------------------- | ---------------------- | --------- | ---------------- | --------- |
| Jessica Brown Findlay | Mary Yellan            | -         | 3                | 2014      |
| Matthew McNulty       | Jem Merlyn             | -         | 3                | 2014      |
| Sean Harris           | Joss Merlyn            | -         | 3                | 2014      |
| Joanne Whalley        | Patience Yellan-Merlyn | -         | 3                | 2014      |
| Shirley Henderson     | Hannah Davey           | -         | 3                | 2014      |
| Ben Daniels           | Francis Davey          | Vicario   | 3                | 2014      |

### Personajes secundarios
| Actor                | Personaje   | Ocupación  | N.º de episodios | Temporada |
| -------------------- | ----------- | ---------- | ---------------- | --------- |
| Tristan Sturrock     | Eli Brown   | -          | 3                | 2014      |
| Elliot Levey         | Ambrose     | -          | 3                | 2014      |
| Christopher Fairbank | Harry       | -          | 3                | 2014      |
| Charles Furness      | Thomas      | -          | 3                | 2014      |
| Patrick O'Kane       | Legassik    | -          | 3                | 2014      |
| Andrew Scarborough   | Bassat      | Magistrado | 3                | 2014      |
| Paul Bullion         | Tubby       | -          | 3                | 2014      |
| Andy Gillies         | Cakey       | -          | 3                | 2014      |
| Danny Miller         | William     | -          | 3                | 2014      |
| Scarlett Archer      | Beth        | -          | 3                | 2014      |
| Simon Meacock        | Abe         | -          | 2                | 2014      |
| Charlotte Lucas      | Mrs. Bassat | -          | 2                | 2014      |
| James Rastall        | Ned         | -          | 2                | 2014      |

## Episodios
La miniserie estuvo conformada por tres episodios.

## Producción
La miniserie de tres partes fue encargada por by Ben Stephenson y Danny Cohen, ambos de la BBC. Fue dirigida por Philippa Lowthorpe, producida por David Thompson y Dan Winch, con la colaboración de los productores ejecutivos Ed Rubin, Joanie Blaikie, Hilary Heath, Sarah Stack, Stephen Wright y Hugo Heppell.
El rodaje de la miniserie comenzó en septiembre de 2013 en Cornualles, Yorkshire y Cumbria, originalmente se había decidido que la miniserie se filmaría en Irlanda del Norte.
La transmisión del primer episodio provocó un gran debate en las redes sociales debido a la calidad del sonido y el diálogo inaudible, que culminó con más de 2000 quejas al final de la serie.